# Исакије Печерски
Преподобни Исакије, познат и као Исакије Затворник и Исакије Печерски, православни је светитељ.
Живео је у време светих Антонија и Теодосија. Дошао је у манастир као богати трговац. Оставио је сву своју имовину и разделио је сиротињи. Након тога предао се најстрожем подвигу у зазиданој ћелији. Сам Свети Антоније му је кроз оканце додавао по једну просфору, и то сваки други дан.
Умро је 1090. године.
Српска православна црква слави га 14. фебруара по црквеном, а 27. фебруара по грегоријанском календару.